# 마스터스 대학교
마스터스 대학교(The Master's University)는 미국 캘리포니아주 샌타클라리타에 있는 개신교계 리버럴 아츠 칼리지중 하나이다.

## 역사
이 대학은 1927년에 설립되었다.:69 원래 이름은 로스앤젤레스 침례 대학교(Los Angeles Baptist College)이었는데 1961년에  산타 클라리타 네활로 이전하였다. 1985년에 존 맥아더가 교장으로 있을 때 이름을 많은 복음주의 청중들에게 호소하기 위하여 학교 이름을 마스터스 칼리지(The Master's College)로 바꾸었다. 2016년에 학교이름 마스터스 대학교(The Master's University)가 되었다..

## 학위과정
학사, 석사, 그릭 신학박사와 철학박사학위를 수여한다.일년 과정의 성경 연구과정도 있다.

## 학력인정
1975년 서부지역 대학연맹에서 학력인정을 받았다.
음악학과도 음대국가학력 인정도 받았다.

## 같이 보기
- 매스터 신학교